# ノー・ワン・バット・ユー
「ノー・ワン・バット・ユー」 (No-One but You (Only the Good Die Young)) は、クイーンが1997年に発表した曲である。

## 概要
この曲はブライアン・メイの作曲であり、当時事故死したダイアナ元皇太子妃や1991年にエイズによるニューモシスチス肺炎で死亡したヴォーカルのフレディ・マーキュリーのことを題材にしているといわれている。残された3人のメンバーでの最後の演奏となり、この曲を発表後ジョン・ディーコンは事実上音楽業界を引退することになる。ヴォーカルは1番はメイ、2番はテイラー、3番はメイが務めている。この曲ではメイがピアノを演奏している。

## プロモーション・ビデオ
プロモーション・ビデオは、DoRoによって指揮され、1997年11月29日にロンドンのブレイ・スタジオで撮られた。非常に簡素なつくりになっており、スタジオ内のメイ、テイラー、ディーコンの3人がセッションしている映像が使われている。

## 収録曲
1. ノー・ワン・バット・ユー - No One But You (Only The Good Die Young) (Queen)
2. プリンシス・オブ・ザ・ユニヴァース - Princes Of The Universe (Freddie Mercury)
3. ウィ・ウィル・ロック・ユー (The Rick Rubin 'Ruined' Remix) - We Will Rock You (The Rick Rubin 'Ruined' Remix) (Brian May)
4. ギミ・ザ・プライズ (Instrumental Remix For 'The Eye') - Gimme The Prize (Instrumental Remix For 'The Eye') (Brian May)

## 担当
- ブライアン・メイ: ヴォーカル、ピアノ、ギター
- ロジャー・テイラー: ヴォーカル、ドラム
- ジョン・ディーコン: ベース

## チャート
- 13位（イギリス）
- 75位（ドイツ）